# 克羅森裸南極魚
克羅森裸南極魚，為輻鰭魚綱鱸形目南極魚亞目棘劫魚科的其中一種，分布於印度洋克羅澤群島海域，體長可達9.2公分，為底棲性魚類，屬肉食性，生活習性不明。

## 擴展閱讀
維基物種上的相關：克羅森裸南極魚